# Natalia Fischer
Natalia Fischer Egusquiza, née le 20 décembre 1993 à Estepona, est une coureuse cycliste espagnole, spécialiste de VTT cross-country. Elle est notamment championne d'Europe de cross-country marathon en 2021 et 2022.

## Palmarès en VTT cross-country

### Championnats du monde
- Capoliveri 2021
  -  Médaillée de bronze du cross-country marathon

### Championnats d'Europe
- Evolène 2021
  -  Championne d'Europe de cross-country marathon
- Jablonné v Podještědí 2022
  -  Championne d'Europe de cross-country marathon
- Casella 2025
  -  Médaillée d'argent du cross-country marathon

### Championnats d'Espagne
- 2017
  -  Championne d'Espagne de cross-country marathon
- 2018
  -  Championne d'Espagne de cross-country marathon
- 2019
  - 2e du cross-country marathon
  - 3e du cross-country
- 2021
  -  Championne d'Espagne de cross-country marathon
- 2023
  -  Championne d'Espagne de cross-country marathon